# Norðurland vestra
Norðurland vestra (deutsch westliches Nordland; ISO 3166-2-Code IS-5) ist eine der acht Regionen Islands. Sie liegt im Norden des Landes. Ihr Verwaltungssitz ist Sauðárkrókur in der Gemeinde Skagafjörður. Am 1. Januar 2025 lebten 7355 Einwohner auf einer Fläche von 11.782 km². Die Bevölkerungsdichte lag damit bei 0,62 Einw./km².
Im Juni 2006 wechselte die Stadt Siglufjörður mit der Eingemeindung nach Fjallabyggð in die Region Norðurland eystra, weswegen die Region an Einwohnern verlor.

## Einteilung in Kreise und kreisfreie Gemeinden
Norðurland vestra gliedert sich in zwei Kreise und eine kreisfreie Gemeinde.
| Gem.-Nr. | Kreisfreie Gemeinde         | Einwohner (1. Januar 2025) | Fläche [km²] | Verwaltungssitz |
| -------- | --------------------------- | -------------------------- | ------------ | --------------- |
| 5200     | Sveitarfélagið Skagafjörður | 4.316                      | 4.180        | Sauðárkrókur    |
| Gem.-Nr. | Kreis                       | Einwohner (1. Januar 2025) | Fläche [km²] | Verwaltungssitz |
| 5500     | Vestur-Húnavatnssýsla       | 1.203                      | 3.019        | Blönduós        |
| 5600     | Austur-Húnavatnssýsla       | 1.836                      | 4.538        | Blönduós        |

## Einteilung in Gemeinden
Norðurland vestra gliedert sich in vier Gemeinden.
| Gem.-Nr.              | Gemeinde                    | Einwohner (1. Januar 2025) | Fläche [km²] | größere Orte                           |
| --------------------- | --------------------------- | -------------------------- | ------------ | -------------------------------------- |
| Kreisfreie Gemeinden  |                             |                            |              |                                        |
| 5200                  | Sveitarfélagið Skagafjörður | 4.316                      | 4.180        | Sauðárkrókur, Hofsós, Hólar, Varmahlíð |
| Vestur-Húnavatnssýsla |                             |                            |              |                                        |
| 5508                  | Húnaþing vestra             | 1.203                      | 3.019        | Hvammstangi, Laugarbakki               |
| Austur-Húnavatnssýsla |                             |                            |              |                                        |
| 5609                  | Sveitarfélagið Skagaströnd  | 462                        | 49           | Skagaströnd                            |
| 5613                  | Húnabyggð                   | 1.374                      | 4.489        | Blönduós                               |